# محبوبة براسية
محبوبة براسية (الاسم العلمي:Agapetes brassii) هي نوع من النباتات تتبع جنس المحبوبة من الفصيلة الخلنجية.